# Lukas Klünter
Lukas Klünter (Euskirchen, 26 maggio 1996) è un calciatore tedesco, difensore del Waldhof Mannheim.

## Statistiche

### Presenze e reti nei club
Statistiche aggiornate al 24 novembre 2023.
| Stagione              | Squadra               | Campionato            | Campionato | Campionato | Coppe nazionali | Coppe nazionali | Coppe nazionali | Coppe continentali | Coppe continentali | Coppe continentali | Altre coppe | Altre coppe | Altre coppe | Totale | Totale |
| Stagione              | Squadra               | Comp                  | Pres       | Reti       | Comp            | Pres            | Reti            | Comp               | Pres               | Reti               | Comp        | Pres        | Reti        | Pres   | Reti   |
| --------------------- | --------------------- | --------------------- | ---------- | ---------- | --------------- | --------------- | --------------- | ------------------ | ------------------ | ------------------ | ----------- | ----------- | ----------- | ------ | ------ |
| 2014-2015             | Colonia II            | RL                    | 7          | 0          |                 | -               | -               |                    | -                  | -                  |             | -           | -           | 7      | 0      |
| 2015-2016             | Colonia II            | RL                    | 24         | 2          |                 | -               | -               |                    | -                  | -                  |             | -           | -           | 24     | 2      |
| 2016-2017             | Colonia II            | RL                    | 17         | 1          |                 | -               | -               |                    | -                  | -                  |             | -           | -           | 17     | 1      |
| 2017-2018             | Colonia II            | RL                    | 4          | 0          |                 | -               | -               |                    | -                  | -                  |             | -           | -           | 4      | 0      |
| Totale Colonia II     | Totale Colonia II     | Totale Colonia II     | 52         | 3          |                 | -               | -               |                    | -                  | -                  |             | -           | -           | 52     | 3      |
| 2015-2016             | Colonia               | BL                    | 1          | 0          | CG              | 0               | 0               |                    | -                  | -                  |             | -           | -           | 1      | 0      |
| 2016-2017             | Colonia               | BL                    | 8          | 1          | CG              | 0               | 0               |                    | -                  | -                  |             | -           | -           | 8      | 1      |
| 2017-2018             | Colonia               | BL                    | 19         | 1          | CG              | 2               | 0               | UEL                | 3                  | 0                  |             | -           | -           | 24     | 1      |
| Totale Colonia        | Totale Colonia        | Totale Colonia        | 28         | 2          |                 | 2               | 0               |                    | 3                  | 0                  |             | -           | -           | 33     | 2      |
| 2018-2019             | Hertha Berlino II     | RL                    | 1          | 0          |                 | -               | -               |                    | -                  | -                  |             | -           | -           | 1      | 0      |
| 2018-2019             | Hertha Berlino        | BL                    | 10         | 0          | CG              | 1               | 0               |                    | -                  | -                  |             | -           | -           | 11     | 0      |
| 2019-2020             | Hertha Berlino        | BL                    | 23         | 0          | CG              | 1               | 0               |                    | -                  | -                  |             | -           | -           | 24     | 0      |
| 2020-2021             | Hertha Berlino        | BL                    | 11         | 0          | CG              | 0               | 0               |                    | -                  | -                  |             | -           | -           | 11     | 0      |
| 2021-2022             | Hertha Berlino        | BL                    | 5          | 0          | CG              | 1               | 0               |                    | -                  | -                  |             | -           | -           | 6      | 0      |
| Totale Hertha Berlino | Totale Hertha Berlino | Totale Hertha Berlino | 49         | 0          |                 | 3               | 0               |                    | -                  | -                  |             | -           | -           | 52     | 0      |
| 2022-2023             | Arminia Bielefeld     | 2.B                   | 23         | 0          | CG              | 0               | 0               |                    | -                  | -                  |             | -           | -           | 23     | 0      |
| feb.-giu. 2024        | Waldhof Mannheim      | 3.L                   | 14         | 0          |                 | -               | -               |                    | -                  | -                  |             | -           | -           | 14     | 0      |
| Totale carriera       | Totale carriera       | Totale carriera       | 167        | 5          |                 | 5               | 0               |                    | 3                  | 0                  |             | -           | -           | 175    | 5      |

## Palmarès

### Nazionale
- Campionato d'Europa Under-21: 1

Polonia 2017